# Набережная Звиада Гамсахурдиа
Набережная Звиада Гамсахурдиа (груз. ზვიად გამსახურდიას სანაპირო) — одна из главных транспортных магистралей Тбилиси. Пролегает вдоль правого берега Куры от устья реки Вере до пересечения с улицей Вахтанга Горгасали за Метехским мостом.

## История
Прежде городская застройка походила к самому берегу реки Кура, служившей естественной защитой города в силу своей трудной преодолимости из-за глубины и быстроты течения и в самое неполноводие. На прилегающей к реке местности находились дворцы городской знати (указаны на плане города царевича Вахушти 1735 года), жилые дома и хозяйственные постройки.
Первая очередь набережной строилась в 1933—1939 годы. Частично улица прошла по засыпанному рукаву реки Кура.
В советское время называлась набережной Сталина. В 2004 году была переименована в честь первого президента Грузии Звиада Гамсахурдиа. В 2007 году часть набережной была названа в честь бывшего президента Азербайджана Гейдара Алиева.

## Достопримечательности
- Дом Юстиции[9]
- д. 4 — Министерство культуры и охраны памятников Грузии
- Памятник Петру Багратиону (1984, скульптор К. М. Мерабишвили, архитектор Б. И. Тхор)[10]

## Известные жители
Манаба Магомедова (1928—2013) — выдающийся советский художник по металлу. Член Союза художников СССР (1960) и России, народный художник Дагестана (1978), заслуженный художник Российской Федерации (2003). Почётный гражданин Тбилиси (2010). По национальности — даргинка.